# I liga polska w hokeju na lodzie (1992/1993)
38. sezon I ligi polskiej w hokeju na lodzie rozegrany został na przełomie 1992 i 1993 roku. Był to 57 sezon rozgrywek o Mistrzostwo Polski w hokeju na lodzie. Mistrzem Polski został zespół Podhala Nowy Targ. Był to trzynasty tytuł mistrzowski w historii klubu.

## Formuła rozgrywek
Po edycji I ligi 1991/1992 rozgrywki opuścił zespół zagłębia Sosnowiec, który w trakcie sezonu został wycofany z rozgrywek. Jego miejsce zajął mistrz II ligi 1991/1992, STS Sanok. Ponadto, po zakończeniu sezonu I ligi z rozgrywek została wycofana drużyna Zofiówki Jastrzębie, zaś w jej miejsce decyzją Wydziału Ligi PZHL z sierpnia 1992 do I ligi został przyjęty ubiegłoroczny finalista II ligi, Stoczniowiec Gdańsk. W tym czasie władze PZHL podjęły także inne decyzję w zakresie sezonu I ligi 1992/1993. Zgodnie z nimi kolejki ligowe prowadzono w dni tygodnia: wtorki, piątki oraz niektóre niedziele o godz. 17:00. W trakcie sezonu zaplanowano dwie przerwy, pierwszą w drugiej połowie grudnia 1992 związaną z turniejem mistrzostw świata juniorów do lat 20 1993, a drugą w pierwszej połowie lutego 1993 w związku z Zimową Uniwersjadą 1993 w Zakopanem.
Sezon 1992/1993 został podzielony na trzy części. W pierwszej fazie, tj. rundzie zasadniczej trwającej od 8 września do 10 listopada 1992, wszyscy 10 uczestnicy rozegrali ze sobą po dwa mecze każdy. W drugim etapie drużyny grały podzielone w dwóch grupach wedle miejsc zajętych po rundzie zasadniczej: mistrzowskiej (z miejsc 1-6) i spadkowej (z miejsc 7-10). W pierwszej grupie zespoły grały ze sobą po dwa mecze, a w grupie drugiej po dwa mecze. Ta część trwała od 13 listopada 1992 do 13 stycznia 1993. Do trzeciej fazy, czyli play-off, walifikowały się drużyny z grupy pierwszej oraz dwa pierwsze zespoły z grupy drugiej. W tym etapie drużyny grały między sobą do dwóch zwycięstw w każdej parze. Ekipy zwycięskie w ćwierćfinale toczyły nadal walkę w półfinałach i o medale, zaś wyeliminowani rywalizowali o miejsca 5.10.
Zgodnie z przyjętą formułą, awansu do I ligi nie uzyskał automatycznie mistrz II ligi 1992/1993, lecz był przewidziany do barażu z 10. zespołem I ligi. Zakończenie sezonu zaplanowano na 9 marca 1993.

## Runda zasadnicza
| Lp. | Zespół               | M | Pkt | W | R | P  | G+ | G− | +/− |
| --- | -------------------- | - | --- | - | - | -- | -- | -- | --- |
| 1   | Podhale Nowy Targ    | 9 | 16  | 8 | 0 | 1  | 58 | 13 | +45 |
| 2   | Unia Oświęcim        | 9 | 15  | 7 | 1 | 1  | 63 | 21 | +42 |
| 3   | Naprzód Janów        | 9 | 14  | 7 | 0 | 2  | 47 | 23 | +24 |
| 4   | Polonia Bytom        | 9 | 13  |   |   |    | 44 | 20 | +24 |
| 5   | Górnik 1920 Katowice | 9 | 8   |   |   |    | 28 | 39 | -11 |
| 6   | Tysovia Tychy        | 9 | 8   |   |   |    | 26 | 28 | -2  |
| 7   | STS Sanok            | 9 | 6   | 3 | 0 | 6  | 22 | 28 | -6  |
| 8   | Towimor Toruń        | 9 | 6   |   |   |    | 36 | 48 | -12 |
| 9   | Cracovia             | 9 | 4   | 2 | 0 | 7  | 19 | 57 | -38 |
| 10  | Stoczniowiec Gdańsk  | 9 | 0   | 0 | 0 | 19 | 12 | 78 | -66 |

| Lp. | Zespół               | M  | Pkt | W  | R | P  | G+  | G−  | +/−  |
| --- | -------------------- | -- | --- | -- | - | -- | --- | --- | ---- |
| 1   | Unia Oświęcim        | 18 | 32  | 15 | 2 | 1  | 130 | 43  | +87  |
| 2   | Polonia Bytom        | 18 | 27  | 12 | 3 | 3  | 80  | 40  | +40  |
| 3   | Podhale Nowy Targ    | 18 | 26  | 12 | 2 | 4  | 97  | 42  | +55  |
| 4   | Naprzód Janów        | 18 | 24  | 12 | 0 | 6  | 80  | 58  | +22  |
| 5   | Górnik 1920 Katowice | 18 | 19  | 9  | 1 | 8  | 77  | 74  | +3   |
| 6   | STS Sanok            | 18 | 18  | 9  | 0 | 9  | 52  | 58  | -6   |
| 7   | Tysovia Tychy        | 18 | 17  | 8  | 1 | 9  | 60  | 56  | +4   |
| 8   | Towimor Toruń        | 18 | 10  | 5  | 0 | 13 | 61  | 86  | -25  |
| 9   | Cracovia             | 18 | 7   | 3  | 1 | 14 | 43  | 106 | -63  |
| 10  | Stoczniowiec Gdańsk  | 18 | 0   | 0  | 0 | 18 | 27  | 144 | -117 |

## Grupa Mistrzowska
Początek rywalizacji w ten grupie zaplanowano na 13 listopada 1992. W pierwszych meczach nie uczestniczyła Unia Oświęcim, grająca od 13 do 15 listopada w półfinale Pucharu Europy.

### Wyniki
- I kolejka – 13.XI.1992[47]:
  - STS Sanok – Unia Oświęcim 0:1 (0:0, 0:1, 0:0)[48]
  - Polonia Bytom – Górnik 1920 Katowice 6:4 (2:0, 1:2, 3:2)
  - Podhale Nowy Targ – Naprzód Janów 2:3 (1:3, 1:0, 0:0)
- II kolejka – 27.XI.1992[49]:
  - Naprzód Janów – STS Sanok 6:3 (2:1, 3:0, 1:2)
  - Górnik 1920 Katowice – Podhale Nowy Targ 1:4 (1:1, 0:3, 0:0)
  - Unia Oświęcim – Polonia Bytom 6:4 (0:1, 5:0, 1:3)
- III kolejka – 01.XII.1992[50]:
  - Polonia Bytom – STS Sanok 3:2 (1:0, 1:1, 1:1)
  - Naprzód Janów – Górnik 1920 Katowice 4:4 (1:3, 2:1, 1:0)
  - Podhale Nowy Targ – Unia Oświęcim 4:2 (0:0, 4:1, 0:1)
- IV kolejka – 04.XII.1992[51]:
  - STS Sanok – Górnik 1920 Katowice 6:0 (4:0, 1:0, 1:0)
  - Unia Oświęcim – Naprzód Janów 5:3 (2:2, 0:0, 3:1)
  - Polonia Bytom – Podhale Nowy Targ 2:3 (0:1, 1:1, 1:0)
- V kolejka – 08.XII.1992[52]:
  - Podhale Nowy Targ – STS Sanok 5:2 (1:0, 3:1, 1:1)
  - Naprzód Janów – Polonia Bytom 4:3 (1:1, 2:1, 1:1)
  - Górnik 1920 Katowice – Unia Oświęcim 6:6 (2:2, 3:2, 1:2)
- VI kolejka – 11.XII.1992[53]:
  - Unia Oświęcim – STS Sanok 8:1 (3:0, 3:0, 2:1)
  - Górnik 1920 Katowice – Polonia Bytom 1:4 (0:1, 0:1, 1:2)
  - Naprzód Janów – Podhale Nowy Targ 2:6 (0:2, 2:3, 0:1)
- VII kolejka – 15.XII.1992[54]:
  - STS Sanok – Naprzód Janów 5:2 (2:1, 1:0, 2:1)
  - Podhale Nowy Targ – Górnik 1920 Katowice 8:3 (1:1, 7:0, 0:2)
  - Polonia Bytom – Unia Oświęcim 10:2 (3:0, 4:2, 3:0)

### Tabela
| Lp. | Zespół               | M  | Pkt | W  | R | P  | G+  | G−  | +/− |
| --- | -------------------- | -- | --- | -- | - | -- | --- | --- | --- |
| 1   | Unia Oświęcim        | 28 | 44  | 20 | 4 | 4  | 173 | 85  | +88 |
| 2   | Podhale Nowy Targ    | 28 | 42  | 19 | 4 | 5  | 148 | 66  | +82 |
| 3   | Polonia Bytom        | 28 | 39  | 17 | 5 | 6  | 118 | 71  | +47 |
| 4   | Naprzód Janów        | 28 | 35  | 16 | 3 | 9  | 111 | 90  | +21 |
| 5   | STS Sanok            | 28 | 23  | 11 | 1 | 16 | 78  | 96  | -18 |
| 6   | Górnik 1920 Katowice | 28 | 23  | 10 | 3 | 15 | 107 | 126 | -19 |

## Grupa Spadkowa
Początek rywalizacji w ten grupie zaplanowano na 27 listopada 1992.

### Wyniki
- I kolejka – 27.XI.1992[49]:
  - Stoczniowiec Gdańsk – Tysovia Tychy 3:6 (3:2, 0:1, 0:3)
  - Towimor Toruń – Cracovia 3:5 (3:0, 0:4, 0:1)
- II kolejka – 01.XII.1992[55]:
  - Cracovia – Stoczniowiec Gdańsk 7:3 (2:0, 4:1, 1:2)
- VI kolejka – 11.XII.1992[53]:
  - Cracovia – Towimor Toruń 6:1 (3:1, 1:0, 2:0)
  - Tysovia Tychy – Stoczniowiec Gdańsk 8:0 (3:0, 0:0, 5:0)
  - Towimor Toruń – Tysovia Tychy 3:2 (0:1, 1:0, 2:1)[56]

### Tabela
| Lp. | Zespół              | M  | Pkt | W  | R | P  | G+ | G−  | +/−  |
| --- | ------------------- | -- | --- | -- | - | -- | -- | --- | ---- |
| 7   | Tysovia Tychy       | 24 | 24  | 10 | 4 | 10 | 86 | 75  | +11  |
| 8   | Towimor Toruń       | 24 | 17  | 8  | 1 | 15 | 83 | 104 | -21  |
| 9   | Cracovia            | 24 | 17  | 8  | 1 | 15 | 76 | 122 | -46  |
| 10  | Stoczniowiec Gdańsk | 24 | 0   | 0  | 0 | 24 | 37 | 184 | -147 |

      = Awans do ćwierćfinału

## Play-off

### Ćwierćfinały
| Unia Oświęcim     | - | Towimor Toruń        | 2-1 | 6:3, 7:8, 13:2 |
| Podhale Nowy Targ | - | Tysovia Tychy        | 2-1 | 3:0, 2:5, 8:2  |
| Polonia Bytom     | - | Górnik 1920 Katowice | 2-1 | 6:3, 2:3, 4:2  |
| Naprzód Janów     | - | STS Sanok            | 2-0 | 4:2, 2:1       |

## Półfinały
| Unia Oświęcim     | - | Naprzód Janów | 3-0 | 13:2, 6:2, 9:5 |
| Podhale Nowy Targ | - | Polonia Bytom | 3-0 | 5:1, 3:1, 9:1  |

## Rywalizacja o 3. miejsce
| Polonia Bytom | - | Naprzód Janów | 3-1 | 0:3, 4:1, 4:1, 5:4 |

## Finał
| Unia Oświęcim | - | Podhale Nowy Targ | 2-3 | 2:1, 1:2, 4:3, 0:5, 0:10 |

## Nagrody
| Nagroda   | Zawodnik         | Klub          |
| --------- | ---------------- | ------------- |
| Złoty Kij | Waldemar Klisiak | Unia Oświęcim |